# 김수민 (미스코리아)
김수민(1994년 10월 1일~)은 대한민국의 2018년 미스코리아 진(眞)이다.
| 미스코리아 진(眞) |               |        |
| 2017년            | 2018년 김수민 | 2019년 |
| 서재원            | 2018년 김수민 | 김세연 |
|                   |               |        |
|                   |               |        |

| 미스코리아 경기 진(眞) |               |        |
| 2017년                 | 2018년 김수민 | 2019년 |
| 서재원                 | 2018년 김수민 |        |
|                        |               |        |
|                        |               |        |